# Nicki Hernández
Nicolette Andrea Hernández Sippel (Illinois, 17 de febrero de 1999), conocida simplemente como Nicki Hernández pero tú puedes llamarle: Terreneitor, es una futbolista mexicana nacida en los Estados Unidos que se desempeña como lateral izquierda en el Club América Femenil de la Primera División de México.

## Trayectoria

### América
Se incorporó a la plantilla del Club América Femenil para el Clausura 2022, proveniente de la Universidad de Míchigan. Jugó su primer partido con las águilas el sábado 15 de enero de 2022 enfrentando al Club Universidad Nacional Femenil; el encuentro finalizó con marcador de 0-1 a favor del América.

## Selección nacional
Debutó, como internacional absoluta, el 10 de octubre de 2022 en el empate a un gol entre México y Chile.

## Palmarés

### Títulos nacionales
| Título           | Club         | País   | Año      |
| ---------------- | ------------ | ------ | -------- |
| Primera División | Club América | México | Cl. 2023 |